# Válcový kotel

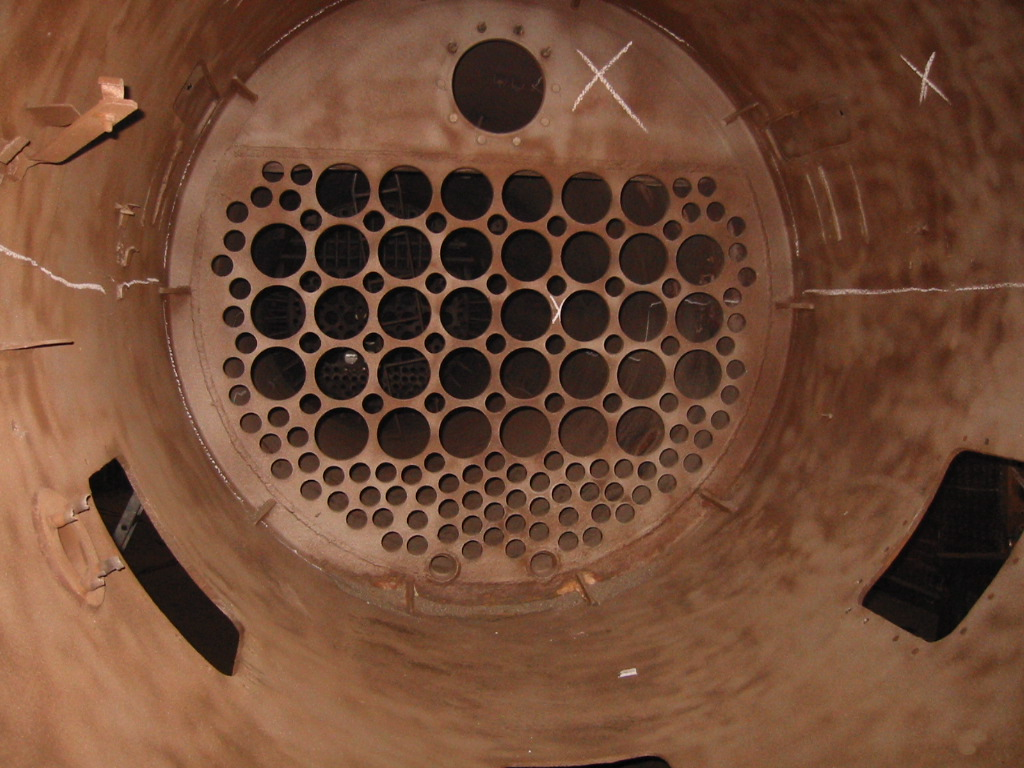
Trubkovnice v lokomotivním kotli s otvory na kouřové (menší) a žárové (větší) trubky

Válcový kotel je nejjednodušší a jeden z nejstarších používaných typů parních kotlů. Později byl postupně zdokonalován, stával jen součástí složitějších kotlových konstrukcí a byl vytlačen především trubnatými kotli.
Původně byl kotel tvořen jen jednoduchým válcem s polokulovitými dny. Válec je proti geometricky výhodnější kouli (či jiným tvarům) výrobně jednodušší, proto se proti nim brzy prosadil.

## Konstrukce válcového kotle
Válcové kotle se vyráběly z ocelového plechu o tloušťce typicky 10-20 mm. Obdélníkové plechy délky 1-3 m a šířky obvodu kotle byly stočeny do tzv. kotlových kroužků, jednotlivé kroužky pak pospojovány do požadované délky kotle a na konce byla připevněna kotlová dna, trubkovnice, nebo pomocí přechodnic skříňový kotel. Ke spojování se do začátku 20. století používalo nýtování, později byly díly svařovány.

## Jednoduché stabilní válcové kotle
Velkou nevýhodou jednoduchého válcového kotle je malá výhřevná plocha vzhledem k objemu a to, že kotel musí být zahříván z vnějšku a tak plameny neefektivně vyhřívají i prostor mimo kotel. To nevadilo u stabilních kotlů, kde bylo možno okolí izolovat stavebními úpravami. Jednoduché stabilní válcové kotle byly postupem času spojovány do složitějších soustav a byly stavěny ještě počátkem 20. století.

## Plamencový kotel
Prvním významnějším vylepšením válcového kotle byl plamencový kotel.

## Trubnatý válcový kotel
Dalším zdokonalením válcového kotle, které vedlo k podstatnému zvýšení jeho výhřevné plochy, byla montáž kouřových trubek, procházejících kotlem. Horké plyny v tomto případě neprocházejí kolem stěn kotle (u některých stabilních kotlů ano, ale ne nutně), ale trubkami uvnitř vodního prostoru. Typicky bylo toto řešení voleno u kotlů dopravních prostředků (lokomotivy, lodě). Čela kotle, kterými procházejí trubky, se nazývají trubkovnice.

## Lokomotivní válcový kotel
Válcový kotel na lokomotivách je střední částí kompletního lokomotivního parního kotle. Procházejí skrz něj kouřové a žárové trubky ze skříňového kotle do dýmnice, s nimiž tvoří pevně spojený celek. Na válcovém kotli jsou různé nástavby, z nichž nejdůležitější je parní dóm.